# El Chapulín Colorado Animado
El Chapulín Colorado Animado é uma série de desenho animado mexicana, produzida pela Ánima Estudios e pela Televisa, baseada no programa de humor El Chapulín Colorado. A ideia de produzir o desenho foi de Roberto Gómez Fernández, filho de Roberto Gómez Bolaños (que interpretava o Chapolin na série de televisão). Fernández já havia produzido El Chavo Animado, baseado no seriado El Chavo del Ocho, e com o sucesso do desenho decidiu também produzir a versão em desenho animado do Chapolin. A série animada estreou no México no dia 13 de abril de 2015, pela plataforma online Veo.TV da Televisa e depois estreou na televisão no dia 26 de julho de 2015, pelo Canal de las Estrellas. Em Portugal, estreou no dia 18 de dezembro de 2017 na SIC K. Em junho de 2022, a série estreou no Prime Video, contudo, a série está com dublagem em português de Portugal.

## Produção
Logo após o lançamento de Chaves em Desenho Animado, surgiram boatos de que o Chapolin Colorado, assim como o Chaves, poderia ganhar uma série animada. Em 2007, Roberto Gómez Fernández anunciou que pretendia também transformar o Chapolin em desenho mas, em vez de uma série, seria produzido um filme do personagem em animação. No entanto, a produção do filme foi adiada várias vezes. Em 2012, durante uma homenagem da Televisa à Roberto Gómez Bolaños, foi divulgada pela primeira vez a imagem do Chapolin em desenho animado. Em 2014, a Televisa adiou novamente o filme do Chapolin, mas anunciou que o personagem também ganharia uma série de desenho animado. Essa decisão foi tomada por causa do sucesso do desenho do Chaves. "Agora sabemos que pode ser feita, por causa da experiência que Chaves Animado nos deu!”, disse Roberto Gómez Fernandéz. Assim como no desenho do Chaves, o próprio Roberto Gómez Bolaños supervisionou os roteiros dos episódios do desenho do Chapolin antes de morrer em novembro de 2014. Em 10 de março de 2015, a Televisa divulgou um vídeo com imagens do desenho e a estreia, inicialmente prevista para março, foi adiada. No dia 13 de abril de 2015, o desenho estreou no México pela rede online da Televisa, Veo.TV. A estreia na televisão mexicana aconteceu no dia 26 de julho de 2015 pelo Canal de las Estrellas.
No Brasil, o SBT chegou a cogitar comprar o desenho em 2015, na mesma época da estreia no México. Mas o SBT não comprou o desenho e a série animada do Chapolin só estreou no Brasil em junho de 2022, no Prime Video e com dublagem em português de Portugal.

## Personagens

### Protagonistas
- Chapolin Colorado: O protagonista da série. Interpretado por Roberto Gómez Bolaños no original e dublado por Jesús Guzmán. Ele é um super-herói latino. e é extremamente medroso e fraco. No entanto, ele sempre tem a coragem de enfrentar o perigo, embora às vezes seja contra sua vontade. É bastante desajeitado e, na maioria das vezes, cai no chão ou atinge alguma coisa. Embora na maioria das vezes ele não mostre inteligência, ele é capaz de planejar planos brilhantes para parar um inimigo ou resolver um problema. Ele também é bastante culto, pois conhece inúmeras histórias ou obras conhecidas na cultura popular.

### Aliados
- Professor Inventillo: Interpretado por Ramón Valdez no original e dublado por Arturo Mercado. Cientista famoso por suas invenções como o extrato de energia volátil e a buzina paralizadora.
- Dulce Inventillo: Dublada por Julieta Rivera, é filha do Professor Inventillo, (nunca mencionada na série original), está apaixonada pelo Chapolin, mas também, pelo Mamerto Chamorro, irmão de Rudy Culebro.
- Gastão: Um homem rico que mora numa mansão com a empregada.
- Espana Ramos: Um ex-boxeador que possui uma filha e sempre se preocupa com a sua vida.
- Periquita Mozcorra: Dublada por Erica Edwards, ela é repórter de uma rede de televisão. Ela é loucamente obcecada com o Chapolin. Este personagem não apareceu na versão original.
- Ricadonna Mantecossa: Uma cantora de ópera que só apareceu no episódio Noite de ópera.
- Clementina: Dublada por Queta Leonel, ela é uma senhora que tem seu próprio refeitório, sempre acompanhado pelo sargento Montoya.

### Antagonistas
- Rudy Cullebro: Ele é um cientista do mal. Em sua primeira aparição, ele construiu um lagartossauro, para cumprir suas exigências, que eram um almoço e um refresco. É um dos vilões regulares da série animada.
- Doutor Verruga (Doctor Moquillo): Dublado por Gerardo Alonso. Ele é um vilão que tem um nariz curto, sempre acompanhado por seu assistente desajeitado, Pirulino. Ele procura uma maneira de desacreditar o Chapolin e tomar o seu lugar de super-herói, que é chamado de Baratona Verde e usando frases e armas semelhantes ao Chapolin. Esse personagem não saiu na versão original.
- Quase-Nada. É um criminoso com uma cicatriz no olho esquerdo. Na série original, ele era interpretado por Carlos Villagrán, mas no desenho, ele ganhou uma aparência totalmente diferente da original.
- Mascavidro: É um gangster de origem cubana, cuja identidade é completamente obscura, não aparece na versão original.
- Toma-Túmulos: Um ladrão morto-vivo que rouba cemitérios.

## Episódios

### 1ª temporada (2015)
| #  | Título original | Data de estreia no México, Brasil e EUA |
| -- | --- | --------------------------------------- |
|    | |                                         |
| 1  | "El anillo perdido" | 13 de abril de 2015                     |
| 1  | Um homem chamado Gastão acusa sua empregada de ter roubado um valioso anel. Ela então chama o Chapolin para ajudá-la. Nota: - Este é o primeiro episódio do desenho e é um remake do episódio de mesmo nome da série original, gravado em 1973 e em 1976. |                                         |
|    | |                                         |
| 2  | "El gigantesco lagartossaurio" | 13 de abril de 2015                     |
| 2  | O vilão Rudy Culebro tem várias exigências e, para que elas sejam atendidas, ele solta um lagarto gigante para destruir a cidade. Chapolin é chamado para enfrentar o monstro.                                                                            |                                         |
|    | |                                         |
| 3  | "¡Pido esquina!" | 13 de abril de 2015                     |
| 3  | Espana Ramos, um ex-boxeador, precisa pagar a operação de sua filha. Ele então chama Chapolin para enfrentar um boxeador e conseguir dinheiro com a luta para pagar a operação.                                                                           |                                         |
|    | |                                         |
| 4  | "La última criatura del Doktor Moquillo" | 13 de abril de 2015                     |
| 4  | O Doutor Mosquilho cria uma versão maligna do Chapolin e ela começa a aterrorizar toda a cidade. Chapolin, então, tem que enfrentar sua cópia. |                                         |
|    | |                                         |
| 5  | "Oh cielos, el rascacielos" | 13 de abril de 2015                     |
| 5  | Um bebê vai para o topo de um arranha-céu em construção e todos se assustam pelo perigo desta situação. Mas Chapolin chega para resgatar o bebê. |                                         |
|    | |                                         |
| 6  | "Noche de ópera" | 13 de abril de 2015                     |
| 6  | Ricadonna Mantecossa, uma cantora de ópera, desaparece. Chapolin tem que encontrá-la para salvar o espetáculo. |                                         |
|    | |                                         |
| 7  | "La maldición de Piesapestósotl" | 13 de abril de 2015                     |
| 7  | Uma equipe de arqueólogos entra em algumas ruínas abandonadas para encontrar a tumba de Pesapestósotil, mas acabam ficando presos. Chapolin vem resgatá-los e acaba se deparando com a múmia de Pesapestósotil.                                           |                                         |
|    | |                                         |
| 8  | "La súper cumbre" | 13 de abril de 2015                     |
| 8  | Está acontecendo uma reunião da cúpula de super-heróis, até que eles são atacados pelo Bando das Meias, uma organização que quer acabar com eles. Chapolin terá que salvar o dia.                                                                         |                                         |
|    | |                                         |
| 9  | "¿Aquí es donde vive el muerto?" | 13 de abril de 2015                     |
| 9  | Chapolin enfrenta o Toma-Túmulos, um vilão que rouba cemitérios. |                                         |
|    | |                                         |
| 10 | "La desaparición del maquinista" | 13 de abril de 2015                     |
| 10 | Seu Beto, um maquinista, e o seu ajudante Melaquíades, desaparecem. Chapolin tenta encontrá-los. |                                         |
|    | |                                         |
| 11 | "El hombre casi invisible" | 13 de abril de 2015                     |
| 11 | O engenheiro Norbertinho Chambón sofre um acidente e acaba ficando quase invisível. Chapolin vem ajudá-lo a voltar ao normal. |                                         |
|    | |                                         |
| 12 | "El retorno del Sr. Pip" | 13 de abril de 2015                     |
| 12 | O Sr. Pip, um simpático alienígena, é sequestrado por alguns malvados cientistas e Chapolin vem resgatá-lo. |                                         |
|    | |                                         |
| 13 | "20.000 leguas del viejo submarino" | 13 de abril de 2015                     |
| 13 | Um submarino fica preso nas profundezas do oceano e Chapolin é chamado para resgatar os tripulantes, antes que o oxigênio dentro do submarino acabe. |                                         |

### 2ª temporada (2015)
| #  | Título original | Data de estreia no México, Brasil e EUA |
| -- | --- | --------------------------------------- |
|    | |                                         |
| 14 | "El amor es demoledor - Parte 1" | 15 de maio de 2015                      |
| 14 | Periquita Moscorra, a repórter que é apaixonada pelo Chapolin, tem um plano para seduzir o herói. |                                         |
|    | |                                         |
| 15 | "El amor es demoledor - Parte 2" | 15 de maio de 2015                      |
| 15 | Chapolin vai ao resgate de Periquita Moscorra, que está correndo perigo. |                                         |
|    | |                                         |
| 16 | "La caja China" | 15 de maio de 2015                      |
| 16 | Após ter sido mandado para a prisão pelo Chapolin, o perigoso criminoso Rudy Culebro consegue escapar e jura se vingar do herói.                                                                                                   |                                         |
|    | |                                         |
| 17 | "Marinero de agua dulce" | 15 de maio de 2015                      |
| 17 | O vilão Mascavidro roubou uma perigosa fórmula. Chapolin terá que detê-lo. |                                         |
|    | |                                         |
| 18 | "El código negro, una misión extraña" | 15 de maio de 2015                      |
| 18 | Chapolin vem para resolver um problema em um escritório de burocratas. |                                         |
|    | |                                         |
| 19 | "La fórmula de la invisibilidad" | 15 de maio de 2015                      |
| 19 | O engenheiro Nobertinho Chambón consegue criar uma infalível fórmula para se tornar invisível, mas há um misterioso criminoso que quer roubá-la. Chapolin é chamado para enfrentar o criminoso.                                    |                                         |
|    | |                                         |
| 20 | "El tigre anda suelto" | 15 de maio de 2015                      |
| 20 | Um tigre escapa do zoológico. Chapolin terá que encontra-lo e também descobrir quem o deixou sair. |                                         |
|    | |                                         |
| 21 | "Ramona carga con el muerto" | 15 de maio de 2015                      |
| 21 | A marquesa Chanclé deixa toda a sua herança para seu animal de estimação, chamado Fifirula, mas o animal desaparece. A empregada Ramona é acusada pelo crime. Chapolin terá que resolver o caso para evitar que Ramona seja presa. |                                         |
|    | |                                         |
| 22 | "A los chicharrones les dieron chicharrón" | 15 de maio de 2015                      |
| 22 | O malvado vilão Mascavidro rouba uma arma paralisadora, e pretende usá-la para roubar toda a cidade. Chapolin, novamente, terá que impedir Mascavidro.                                                                             |                                         |
|    | |                                         |
| 23 | "Las nachas de Pomponio" | 15 de maio de 2015                      |
| 23 | No espaço sideral, um motorista espacial chamado Pompônio Catarino sofre um assalto, e Chapolin é chamado para defender Pompônio.                                                                                                  |                                         |
|    | |                                         |
| 24 | "Árbitro Ratero" | 15 de maio de 2015                      |
| 24 | Durante a final do campeonato de futebol, a bola desaparece como que num passe de mágica. Chapolin tentará recuperá-la, ainda que não faça ideia de quem seja o misterioso ladrão.                                                 |                                         |
|    | |                                         |
| 25 | "La Trampa" | 15 de maio de 2015                      |
| 25 | O Doutor Mosquilho tem um plano para acabar com o Chapolin: fazer com que ele seja devorado. |                                         |
|    | |                                         |
| 26 | "El Matonsísimo Kid y Rosa la Rumorosa" | 15 de maio de 2015                      |
| 26 | Chapolin tenta prender Matonsíssimo Kid, o bandido mais temido do velho oeste. |                                         |

### 3ª temporada (2015)
| #  | Título original | Data de estreia no México, Brasil e EUA |
| -- | --- | --------------------------------------- |
|    | |                                         |
| 27 | "El gladiador volorado" | setembro de 2015                        |
| 27 | O melhor gladiador de Roma desapareceu justo no dia do aniversário do imperador. Agora, o Chapolin deverá trazê-lo de volta a tempo para o grande combate.                         |                                         |
|    | |                                         |
| 28 | "Oso por oso, diente por diente" | setembro de 2015                        |
| 28 | O Chapolin inicia uma busca pelo ursinho de pelúcia da pequena Marijose, que desapareceu misteriosamente da sua cabana no bosque.                                                  |                                         |
|    | |                                         |
| 29 | "La fuga de la presa" | setembro de 2015                        |
| 29 | A represa hidrelétrica de Mártires del Cubetazo tem um vazamento! O Chapolin tem que ajudar a consertá-la o quanto antes, para evitar uma catástrofe.                              |                                         |
|    | |                                         |
| 30 | "Amor a primera bestia" | setembro de 2015                        |
| 30 | Dulce suspeita que a nova namorada de seu avô, o Professor Inventino, tem más intenções. Ela e o Chapolin irão investigar a fundo esse assunto.                                    |                                         |
|    | |                                         |
| 31 | "Willy, Billi, Lili, Pili, Vinny y Sharon" | setembro de 2015                        |
| 31 | Quando uma líder de torcida se perde no meio do bosque, o Chapolin aparece para ajudar suas amigas a encontrá-la.                                                                  |                                         |
|    | |                                         |
| 32 | "El último tango del Cucarachón Verde" | setembro de 2015                        |
| 32 | Periquita Moscorra foi sequestrada! O Chapolin terá que resgatá-la e enfrentar um poderoso vilão: a Baratona Verde                                                                 |                                         |
|    | |                                         |
| 33 | "Amor apache" | setembro de 2015                        |
| 33 | Quando seu pai tenta obrigá-la a casar-se com alguém que ele escolheu, a princesa apache Luna de Lobos pede ajuda ao Chapolin para conseguir ficar com seu verdadeiro amor.        |                                         |
|    | |                                         |
| 34 | "Misión espacial" | setembro de 2015                        |
| 34 | O Chapolin vai para o espaço defender o motorista espacial Pompônio Catarino, que está sendo atacado por uma feroz criatura alienígena.                                            |                                         |
|    | |                                         |
| 35 | "El asalto al banco" | setembro de 2015                        |
| 35 | A quadrilha dos Meias Sujas ataca de novo! O Chapolin deve se apressar para detê-los antes que eles façam suas maldades.                                                           |                                         |
|    | |                                         |
| 36 | "Prohibido tirar bombas en horas de oficina" | setembro de 2015                        |
| 36 | Ameaçado de morte pelo famigerado Quase Nada, o advogado Borrego chama o Chapolin para tentar se salvar do perigo.                                                                 |                                         |
|    | |                                         |
| 37 | "Los caballeros de la mesita de centro" | setembro de 2015                        |
| 37 | Chapolin, ao ver uma máquina do tempo, acaba acidentalmente mandando Dulce e o Professor Inventino para o passado! Agora, ele terá que viajar no tempo para recuperar seus amigos. |                                         |
|    | |                                         |
| 38 | "Tú me traes volando bajo" | setembro de 2015                        |
| 38 | O vilão Wilfrid von Strudell roubou um grande arsenal do Banco Estatal, e agora se prepara para declarar guerra ao mundo inteiro!                                                  |                                         |
|    | |                                         |
| 39 | "El tesoro del Charro Negro" | setembro de 2015                        |
| 39 | Dois caçadores de tesouros pedem ajuda ao Chapolin ao enfrentarem um temível fantasma que os ameaçou com uma maldição.                                                             |                                         |
|    | |                                         |
| 40 | "Un bombón en París" | setembro de 2015                        |
| 40 | Chapolin tenta impedir o vilão Wilfrid von Strudell, que pretende explodir uma grande e perigosa bomba em Paris.                                                                   |                                         |

### 4ª temporada (2016-2017)
| #  | Título original                                             | Data de estreia no México, Brasil e EUA |  |
| -- | ----------------------------------------------------------- | --------------------------------------- |  |
|    |                                                             |                                         |  |
| 1  | "El oloroso robo al museo"                                  | dezembro de 2016                        |  |
| 1  |                                                             |                                         |  |
| 2  | "Una grandiosa huída"                                       | dezembro de 2016                        |  |
| 2  |                                                             |                                         |  |
| 3  | "Pachón, el gato del diablo"                                | dezembro de 2016                        |  |
| 3  |                                                             |                                         |  |
| 4  | "El ladrón dormilón"                                        | dezembro de 2016                        |  |
| 4  |                                                             |                                         |  |
| 5  | "Miedo a las alturas"                                       | dezembro de 2016                        |  |
| 5  |                                                             |                                         |  |
| 6  | "El rap de Ruby Culebro"                                    | dezembro de 2016                        |  |
| 6  |                                                             |                                         |  |
| 7  | "Cábulman y la extraña desaparición del Señor Revilagigedo" | maio de 2017                            |  |
| 7  |                                                             |                                         |  |
| 8  | "El mega-cohete nuclear"                                    | maio de 2017                            |  |
| 8  |                                                             |                                         |  |
| 9  | "El Chapulín encerrado"                                     | maio de 2017                            |  |
| 9  |                                                             |                                         |  |
| 10 | "El gas telenoveloso"                                       | maio de 2017                            |  |
| 10 |                                                             |                                         |  |
| 11 | "La maldición del tesoro pirata"                            | maio de 2017                            |  |
| 11 |                                                             |                                         |  |
| 12 | "No es lo mismo la avalancha, que ahí te va la lancha"      | maio de 2017                            |  |
| 12 |                                                             |                                         |  |
| 13 | "El abominable hombre de las nieves de limón"               | maio de 2017                            |  |
| 13 |                                                             |                                         |  |
| 14 | "El rapto de Cuco"                                          | maio de 2017                            |  |

### 5ª temporada (2017)
| #  | Título original                               | Data de estreia no México, Brasil e EUA |  |
| -- | --------------------------------------------- | --------------------------------------- |  |
|    |                                               |                                         |  |
| 1  | "El bueno, el malo y el menso"                | junho de 2017                           |  |
| 1  |                                               |                                         |  |
| 2  | "El grafitero grosero"                        | junho de 2017                           |  |
| 2  |                                               |                                         |  |
| 3  | "Los Taconautas"                              | junho de 2017                           |  |
| 3  |                                               |                                         |  |
| 4  | "Inventillo de la Mancha"                     | junho de 2017                           |  |
| 4  |                                               |                                         |  |
| 5  | "La gran carrera"                             | junho de 2017                           |  |
| 5  |                                               |                                         |  |
| 6  | "Misión Subterránea"                          | junho de 2017                           |  |
| 6  |                                               |                                         |  |
| 7  | "El billete de lotería"                       | junho de 2017                           |  |
| 7  |                                               |                                         |  |
| 8  | "El juicio del Dr. Moquillo"                  | junho de 2017                           |  |
| 8  |                                               |                                         |  |
| 9  | "Los drones ladrones"                         | junho de 2017                           |  |
| 9  |                                               |                                         |  |
| 10 | "El niñero colorado"                          | junho de 2017                           |  |
| 10 |                                               |                                         |  |
| 11 | "El cazador casado"                           | junho de 2017                           |  |
| 11 |                                               |                                         |  |
| 12 | "Cambio de identidad"                         | junho de 2017                           |  |
| 12 |                                               |                                         |  |
| 13 | "Disfraces Culebro"                           | junho de 2017                           |  |
| 13 |                                               |                                         |  |
| 14 | "El asteroide"                                | junho de 2017                           |  |
| 14 |                                               |                                         |  |
| 15 | "Un ataque de risa"                           | junho de 2017                           |  |
| 15 |                                               |                                         |  |
| 16 | "El Sasquatch y los scouts"                   | junho de 2017                           |  |
| 16 |                                               |                                         |  |
| 17 | "El extraño caso del Dr. Pepe y el gran Juan" | junho de 2017                           |  |
| 17 |                                               |                                         |  |
| 18 | "La bomba gigante"                            | junho de 2017                           |  |
| 18 |                                               |                                         |  |
| 19 | "Villanos Unidos S.A."                        | junho de 2017                           |  |
| 19 |                                               |                                         |  |
| 20 | "La deuda del honorable Hikaru"               | junho de 2017                           |  |